# Styringomyia flavocostalis
Styringomyia flavocostalis är en tvåvingeart som beskrevs av Alexander 1925. Styringomyia flavocostalis ingår i släktet Styringomyia och familjen småharkrankar. Inga underarter finns listade i Catalogue of Life.